# Nadellager

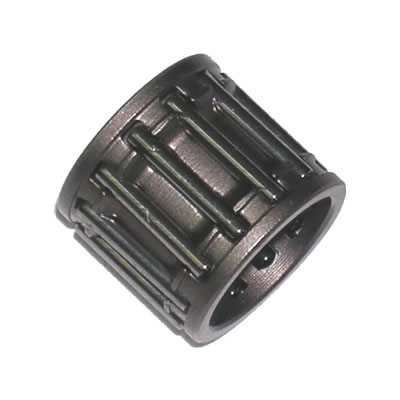
Nadelkranz: Nadelkäfig ohne Gehäuse und Innenring

Nadellager sind Wälzlager mit besonders niedriger Bauform. Die Wälzkörper ähneln Nadeln (daher die Bezeichnung Nadellager), es handelt sich um dünne und sehr lange Zylinderrollen. Die zugehörigen Wälzkörper, auch Nadelrollen genannt, unterscheiden sich in ihrer Bauart und in ihren Belastungsgrenzen von herkömmlichen Zylinderrollen. Durch eine getrommelte oder leicht angeschliffene Stirnfläche in Kombination mit einer länglichen Mantelfläche entsteht das nadelförmige Profil der Nadelrolle. Sie erträgt gegenüber den stark belastbaren Zylinderrollen eher mittlere bis hohe Drehzahlen, Radial- und Axialkräfte, ist jedoch wesentlich kompakter und ermöglicht dem Nadellager verkürzte statische Dimensionen.
Eine typische Anwendung: Das sogenannte Ausrücklager im PKW oder Motorrad. Dieses befindet sich zwischen Kupplung und Schaltgetriebe und tritt nur bei getretener Kupplung in Funktion. In der Regel hält dieses Lager mindestens so lange wie die Kupplung selbst, und das bei sehr filigraner Bauweise. Dieses Beispiel zeigt, dass diese Bauart auch relativ großen Belastungen ausgesetzt werden kann, und das über einen langen Zeitraum sowie in einer heißen und schmutzbelasteten Umgebung (Kupplungsabrieb).

## Bauarten
- Nadellager mit Innenring erfordern nur eine einfache gezogene Welle
- Nadellager ohne Innenring, jedoch mit Außenring (Nadelhülse): erfordern eine polierte und gehärtete Lauffläche auf der Welle. Dadurch kann weiterer Einbauraum gespart werden. Die Welle übernimmt dann die Funktion des Innenrings. Daher sind entsprechende Eigenschaften (Oberflächengüte) für diese nötig.
- Nadelkranz: Ein Wälzkörperkäfig mit Wälzkörpern (ohne Gehäuse) erfordert polierte und gehärtete Laufflächen auf der Welle sowie auf der Außenbahn; hier entspricht die Bauhöhe dem Durchmesser der Rollkörper, also der Nadeln.
- Nadelbüchse: Diese Bauform ist einseitig geschlossen und damit vor Schmutzeintrag geschützt.
- Einstell-Nadellager: ohne Innenring, aber mit einem Kunststoff-Stützring zwischen Außenring und Nadeln, zum Ausgleich von geringen Verkippungen (Fluchtungsfehlern).

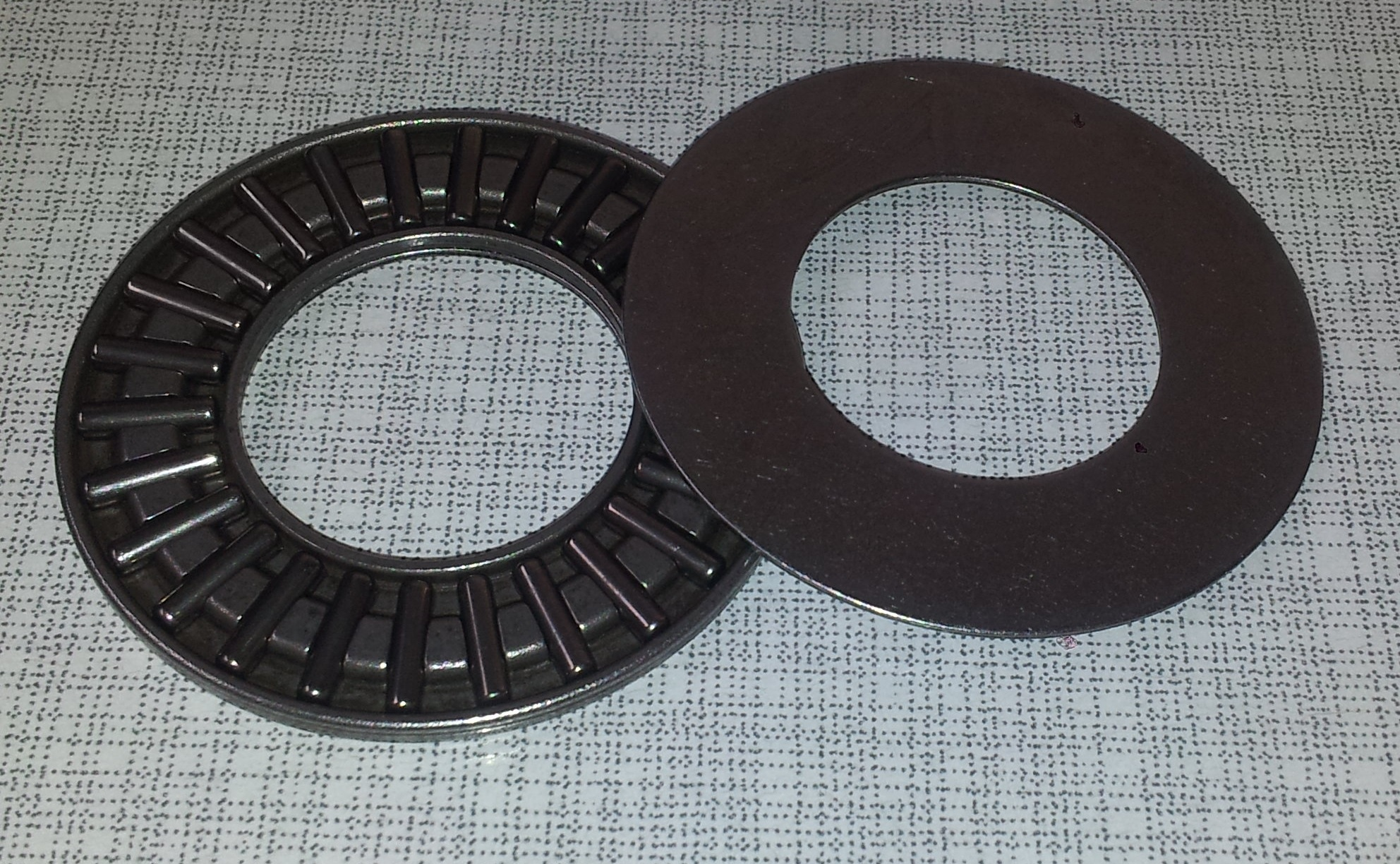
Axialnadellager

Alle Bauarten werden sowohl einreihig (d. h. mit einer Reihe Wälzkörper) als auch mehrreihig ausgeführt.
Außerdem gibt es sowohl Radial- als auch Axiallager sowie Schrägrollenlager (z. B. beim Fahrrad-Steuersatz). Sie können nur Kräfte aufnehmen, die in einer Achse wirken. Müssen sowohl axiale wie radiale Kräfte aufgenommen werden, sind zwei Lager erforderlich.
Weiter gibt es kombinierte Nadel-/Axialrillenkugellager, die axiale und radiale Kräfte aufnehmen.
Axialnadellager haben aufgrund der unterschiedlichen Umfangswege der beiden Wälzkörperenden einen höheren Gleitanteil (höhere Reibung), was sich ungünstig auf das Verschleißverhalten auswirkt.

## Vergleich mit Standard-Kugellager
Der Vorteil des Nadellagers besteht in seiner geringen Einbauhöhe und seiner hohen Tragkraft. Diese ergibt sich durch die im Gegensatz zum Kugellager vergrößerte Auflagefläche.
Nachteilig beim Nadellager wirkt sich aus, dass durch die kleine Bauform die höchstzulässige Drehzahl geringer ist als bei den anderen Wälzlagerarten. Ebenso ist es empfindlich gegen „falsche“ – nicht in der Belastungsrichtung wirkende – Kräfte.
Genormt sind Nadellager nach DIN 616 bis 618. Sie haben Ähnlichkeit mit den Zylinderrollenlagern (DIN 5412), sind jedoch historisch nicht aus diesen hervorgegangen. Nadellager sind deshalb nicht als Zylinderrollenlager zu bezeichnen.